# Flagge Norwegens
Die Flagge Norwegens zeigt ein dunkelblaues sogenanntes skandinavisches Kreuz mit weißer Kontur auf rotem Grund.

## Symbolik
Die norwegische Flagge entstammt nur teilweise den Farben des Königshauses. Vielmehr ist es eine Anlehnung an die dänische Flagge, die auf rotem Hintergrund ein weißes zum Flaggenmast hin verschobenes Kreuz zeigt. Von 1537 bis 1814 war Norwegen rechtlich eine dänische Provinz, obgleich diese Regelung Christians III. nie vollständig umgesetzt wurde. Das blaue Kreuz entstammt der schwedischen Flagge aus der Zeit der Union mit Schweden.

Aufbau der Nationalflagge im Seitenverhältnis 16:22 (6+1+2+1+6):(6+1+2+1+12)
Aufbau der Staats- und Seeflagge  (Seitenverhältnis 16:27)

## Geschichte

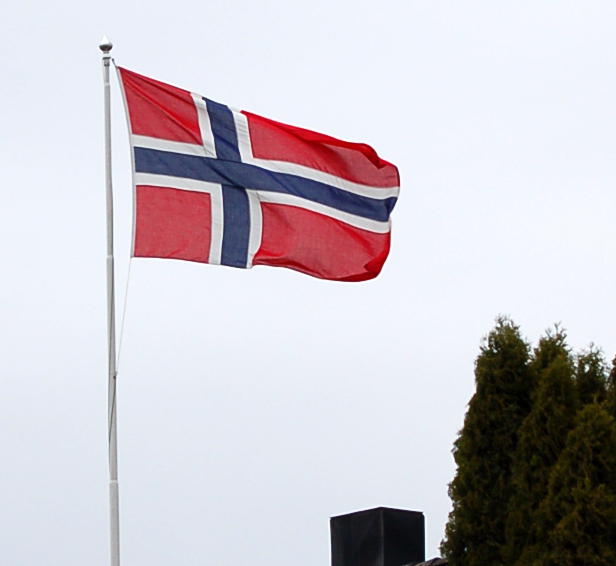
Wehende norwegische Flagge

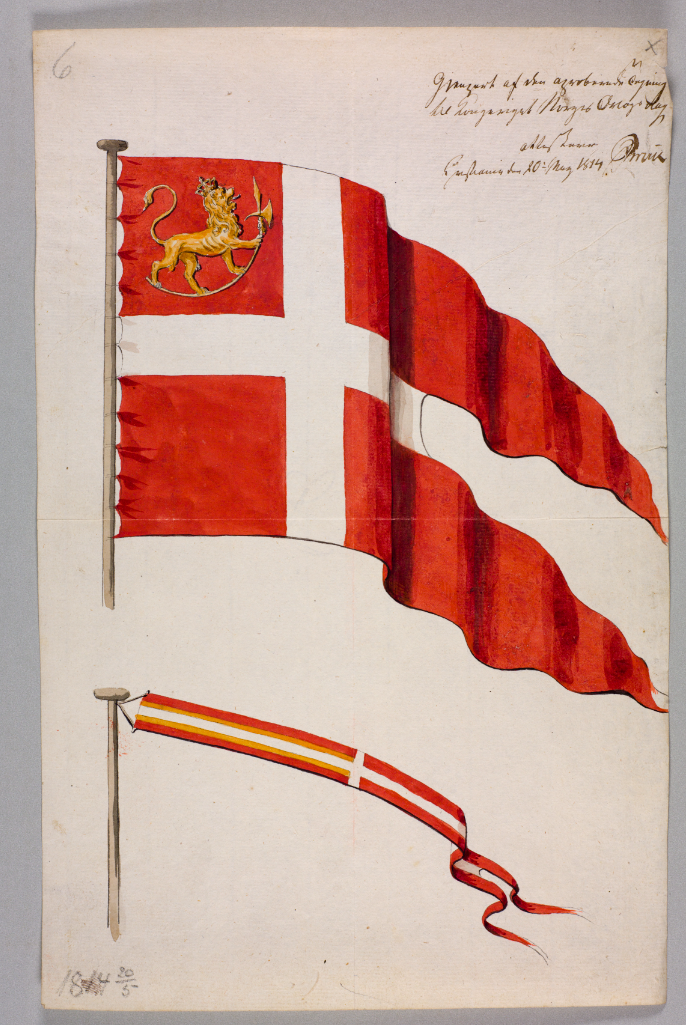
Die erste Flagge Norwegens von 1814

Seit dem 16. Jahrhundert benutzte Norwegen aufgrund der Union mit Dänemark die dänische Flagge, den sogenannten Dannebrog. Während der vorübergehenden Unabhängigkeit im Jahre 1814 fügte der norwegische König Christian Frederik der dänischen Flagge zusätzlich das norwegische Staatswappen, den Löwen mit einer gekrümmten Hellebarde, ins obere Liek hinzu. Diese Flagge wurde bis 1821 verwendet. Die Kriegsflagge hatte zudem einen Schwalbenschwanz. Diese Flagge wurde bis 1815 benutzt.
Noch im Herbst 1814 wurde Norwegen in eine Personalunion mit Schweden gezwungen. In der revidierten Novemberverfassung wurde bestimmt, dass Norwegen eine eigene Handelsflagge haben dürfe. Die Kriegsflagge musste aber eine Unionsflagge sein. Ab 1815 war das die schwedische Flagge mit einem weißen Andreaskreuz auf rotem oberen Liek. Der Dannebrog mit dem Löwen im oberen Liek wurde aber von den Seeräuberstaaten im Mittelmeer nicht anerkannt. So geflaggte Schiffe wurden gekapert. So konnte sie nur nördlich von Kap Finisterre geführt werden. Für die Fahrten ins Mittelmeer wurde 1818 eine Unionsflagge mit einem weißen Andreaskreuz auf rotem Grund im oberen Liek eingeführt.
Es folgte die Zeit, die als „flaggforvirrings år“ (das Jahr der Flaggenverwirrung) bezeichnet wird, denn es wurden mehrere Flaggen nebeneinander zugelassen, je nachdem, in welchem Gewässer sich das Schiff befand. 1821 kam es zu einer neuen Initiative für eine eigene Flagge mit vielen Entwürfen. Fredrik Meltzer, Mitglied des norwegischen Parlaments (Storting), entwarf die Flagge, die heute in Gebrauch ist (die „reine Trikolor“). Sie durfte ab 1821 in der Nordsee verwendet werden. Zur Mittelmeerfahrt konnten also norwegische Schiffe die schwedische oder die Unionsflagge verwenden, auf der Nordsee und im Nordatlantik waren der Dannebrog mit Löwe, die schwedische Handelsflagge, die Unionsflagge und die „reine Trikolor“ zugelassen.
Ab 1844 bildete König Oskar I. zusätzlich als Symbol der Gleichstellung beider Staaten der Union im oberen Liek sowohl der norwegischen als auch der schwedischen Flagge eine Kombination beider Nationalflaggen ab. Diese Flagge löste alle anderen Handelsflaggen ab. Norwegen erhielt auch eine eigene Kriegsflagge mit dem neuen Unionsfeld im oberen Liek. Als Gösch wurde eine kleine Flagge, die nur aus dem Unionsfeld bestand, verwendet. Diese Flaggen wurden anfänglich in Norwegen begrüßt, weil damit die Gleichstellung der Staaten offiziell gezeigt wurde. Aber bald regte sich Widerstand, und in Schweden wurde sie abfällig Sillsallad Heringssalat genannt. Daher verwendeten norwegische Schiffe diese Flagge nur, wenn sie im Ausland konsularischen Schutz beanspruchten. Sonst ließen sie das Unionsfeld weg und hissten nur die „reine Trikolor“. König Oskar führte auch erstmals eine neue Königsflagge ein: Die Kriegsflagge Unionswappen auf der Mitte des Kreuzes. Nach 1905 wurde die bisherige Königsflagge durch eine Flagge mit goldenem Löwen mit Axt auf rotem Tuch ersetzt.
Wachsender Widerstand gegen die Union sorgte dafür, dass das norwegische Parlament 1898 entschied, zum 1. Januar 1899 Meltzers „reine Flagge“ als Handels- und Nationalflagge einzuführen und das gleiche Design auch für die Staatsflagge, die Zoll- und Postflagge zu verwenden. Das Unionszeichen wurde am 9. Juni 1905, gleich nach Auflösung der Union, auch von der norwegischen Kriegsflagge verbannt (von ihrem schwedischen Gegenstück jedoch erst zum Ende des Jahres 1905).

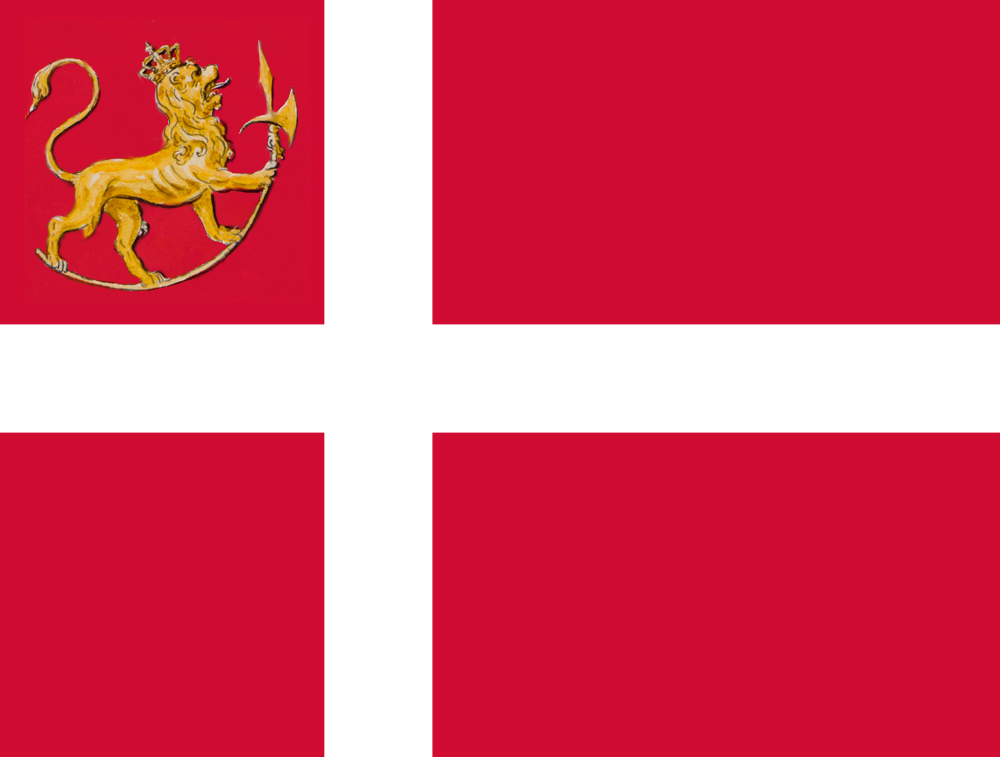
Norwegen, 1814 bis 1821;
Unionsflagge (Kriegsflagge), 1815 bis 1844; 16:27
Unionsflagge (Handelsflagge), 1818 bis 1844;
Unionsflagge (Kriegsflagge), 1844 bis 1905; 16:27
Unionsflagge (Handelsflagge), 1844 bis 1899;

## Beflaggungstage
(Quelle: )
- 1. Januar: Neujahr (nyttårsdag)
- 21. Januar: Geburtstag der Prinzessin Ingrid Alexandra
- 6. Februar: Tag der Samen (samefolkets dag)
- 21. Februar: Geburtstag von König Harald V.
- Ostersonntag
- Pfingstsonntag
- 1. Mai: Internationaler Tag der Arbeit
- 8. Mai: Befreiung Norwegens, 1945 (Frigjøringsdagen 1945)
- 17. Mai: Tag des Verfassung (Grunnlovsdagen)
- 7. Juni: Auflösung der Union mit Schweden (Unionsoppløsningen 1905)
- 4. Juli: Geburtstag von Königin Sonja
- 20. Juli: Geburtstag von Kronprinz Haakon Magnus
- 29. Juli: Todestag von König Olav II. Haraldsson (Olsokdagen)
- 19. August: Geburtstag von Kronprinzessin Mette-Marit
- Am Tag vor der Parlamentswahl
- 25. Dezember: 1. Weihnachtstag (juledag)

## Königliche Flaggen
König Haakon VII. führte 1905 die Königsstandarte ein, die seitdem unverändert ist. Sie zeigt den norwegischen Löwen in einer gegenüber dem Staatswappen Norwegens abgeänderten Form. Die Standarte des Kronprinzen hat einen Schwalbenschwanz.

Königsstandarte, seit 1905; 5:7
Standarte des Kronprinzen; 5:7
Königlicher Mastwimpel

## Militärische Flaggen

Admiral
Vizeadmiral
Konteradmiral
Flaggkommandør
Commodore

Die Kriegsflagge zu Land und zur See entspricht der Staatsflagge Norwegens. Die Gösch der Marine ist eine quadratische Variante der Nationalflagge. Die Staats- und Kriegsflagge wird auch von Handelsschiffen und Fähren gefahren, deren Kapitän Reserveoffizier ist.

Staats- und Kriegsflagge; 16:27
Gösch der Norwegischen Marine; 1:1
Mastbanner der Norwegischen Marine

Der Löwe auf den Flaggen des Verteidigungsministers und des Oberbefehlshabers entsprechen jenem auf dem Staatswappen Norwegens. Als dieser 1937 auf dem Wappen stilisiert wurde, geschah dasselbe mit den Löwen auf den Flaggen.

Verteidigungsminister, seit 1937
Oberbefehlshaber der Streitkräfte, seit 1937

Die Kommandozeichen der Flaggoffiziere sind seit 1905 unverändert.

General
Generalleutnant
Generalmajor
Brigadegeneral

- Admiral
- Vizeadmiral
- Konteradmiral
- Flaggkommandør
- Commodore

## Subnationale Flaggen
Norwegen teilt sich in elf Fylker, von denen jedes eine eigene Flagge führt. Einige sind hier aufgeführt.

Hordaland
Møre og Romsdal
Nordland
Oslo, seit 2002

Auch die norwegischen Kommunen haben eigene Gemeindeflaggen. In der Regel handelt es sich dabei um Wappenbanner, also Flaggen, die das Wappen der Gemeinde als Rechteck wiedergeben. Hier einige Beispiele.

Hitra
Frøya
Trondheim

## Weitere Flaggen Norwegens
Die Postflagge wird von den Postschiffen verwendet.

Postflagge
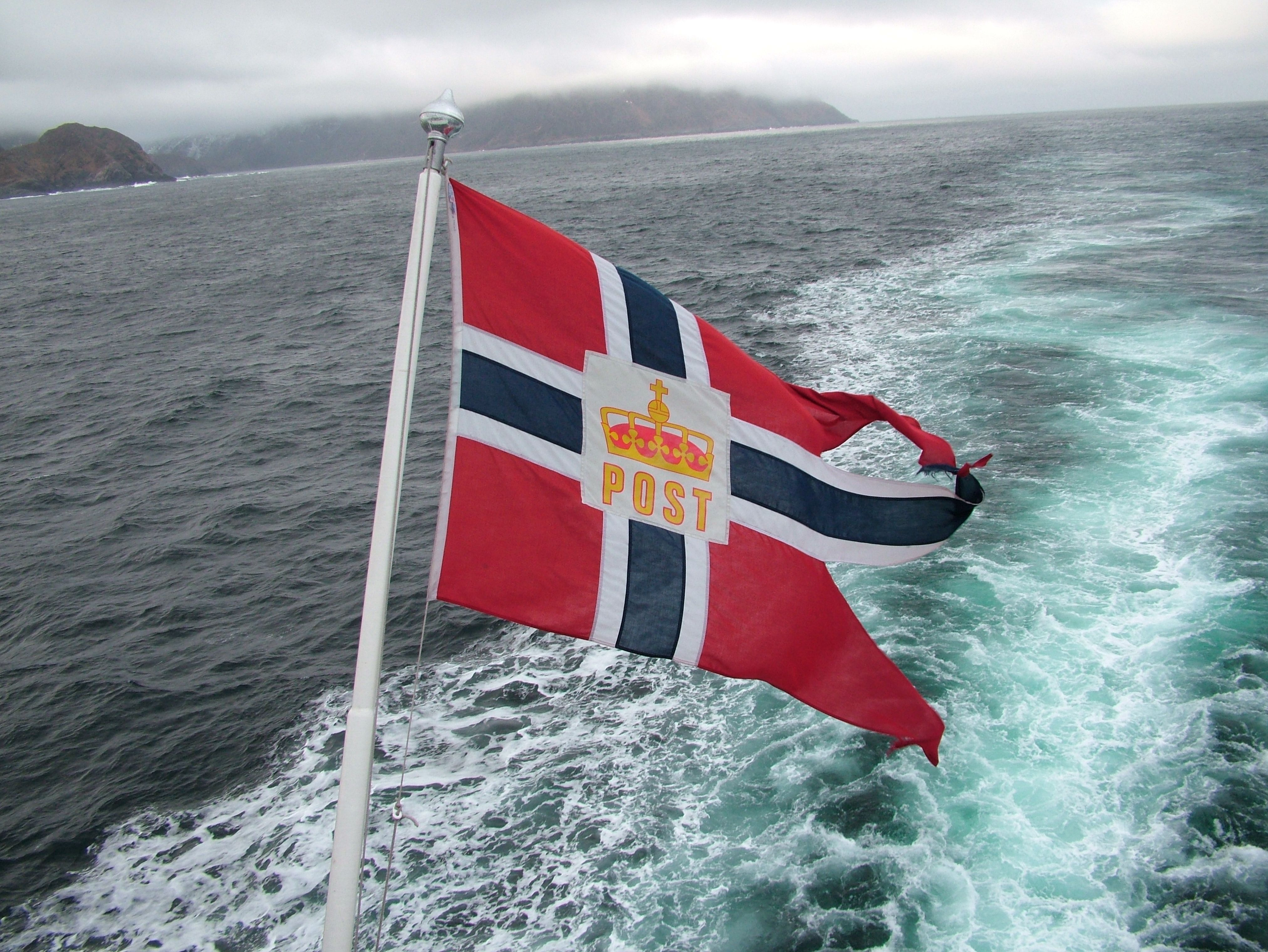
Postflagge am Schiff
Norwegische Gesellschaft für Seerettung (Norsk Selskab til Skipbrudnes Redning)
Flagge der Samen